# Notophthiracarus tuberculatus
Notophthiracarus tuberculatus är en kvalsterart som först beskrevs av Wojciech Niedbała och Corpuz-Raros 1998.  Notophthiracarus tuberculatus ingår i släktet Notophthiracarus och familjen Phthiracaridae. Inga underarter finns listade i Catalogue of Life.